# Струмківка (станція)
Струмкíвка (до 1974 року — Сюрте) — проміжна залізнична станція Ужгородської дирекції Львівської залізниці на лінії Самбір — Чоп між станціями Ужгород (12 км) та Чоп (10 км).
Розташована у селі Сюрте Ужгородського району Закарпатської області. 

## Історія
Станцію було відкрито у 1872 році і мала назву Сюрте у складі залізниці Чоп — Ужгород. Сучасну назву станція отримала з 1974 року.
Електрифіковано станцію у 1968 року у складі ділянки Самбір — Чоп.  

## Пасажирське сполучення
На станції Струмківка зупиняються лише приміські електропоїзди. Потяги далекого сполучення на станції зупинки не мають.
| Приміські поїзди | Приміські поїзди   | Приміські поїзди               |
| № поїзду         | Маршрут слідування | Курсування                     |
| 6515/6516        | Мукачеве — Ужгород | Щоденно                        |
| 6517/6518        | Мукачеве — Сянки   | Щоденно                        |
| 6537/6538        | Сянки — Мукачеве   | Щоденно                        |
| 6541/6542        | Сянки — Мукачеве   | Щоденно                        |
| 6519/6520        | Мукачеве — Сянки   | Щоденно                        |
| 6545/6546        | Ужгород — Мукачеве | Щоденно                        |
| 6549/6550        | Сянки — Мукачеве   | Щоденно                        |
| 6525/6526        | Мукачеве — Сянки   | Щоденно, крім п'ятниці, неділі |
| 6525/6526/6026   | Мукачеве — Турка   | По п'ятницям                   |
| 6527/6528        | Мукачеве — Сянки   | Щоденно                        |
| 6565/6566        | Сянки — Мукачеве   | Щоденно                        |
| ---------------- | ------------------ | ------------------------------ |

## Цікаві факти
Попри те, що село Сюрте ще 1948 року було перейменоване на Струмківка, станція ще понад два десятиліття продовжувала існувати під його колишньою назвою. Проте, коли 1995 року село повернуло собі історичну назву, станція перейменована не була.